# خورخي سالبادور لارا
خورخي سالبادور لارا هو كاتب ودبلوماسي ومحامي ومؤرخ وسياسي إكوادوري، ولد في 4 سبتمبر 1926 في كيتو في الإكوادور، وتوفي بنفس المكان في 8 فبراير 2012. انتخب سفير الإكوادور ‏ وانتخب Minister of Foreign Affairs of Ecuador ‏.